# Freccia del Brabante 2015
La Freccia del Brabante 2015, cinquantacinquesima edizione della corsa, valida come evento del circuito UCI Europe Tour 2015 categoria 1.HC, fu disputata il 15 aprile 2015 per un percorso di 205,4 km. La vittoria andò al belga Ben Hermans, giunto al traguardo in 4h45'14" alla media di 43,2 km/h.
Furono 106 i ciclisti che portarono a termine la gara.

## Squadre e corridori partecipanti
| N.      | Cod. | Squadra                      |
| ------- | ---- | ---------------------------- |
| 1-8     | BMC  | BMC Racing Team              |
| 11-18   | ALM  | AG2R La Mondiale             |
| 21-27   | EQS  | Etixx-Quick Step             |
| 31-38   | IAM  | IAM Cycling                  |
| 41-48   | LTS  | Lotto-Soudal                 |
| 51-58   | OGE  | Orica-GreenEDGE              |
| 62-68   | TCG  | Team Cannondale-Garmin       |
| 71-78   | TGA  | Team Giant-Alpecin           |
| 81-88   | TLJ  | Team Lotto NL-Jumbo          |
| 92-98   | TFR  | Trek Factory Racing          |
| 101-108 | AND  | Androni Giocattoli-Venezuela |
| 111-118 | BAR  | Bardiani-CSF                 |
| 121-128 | BOA  | Bora-Argon 18                |

| N.      | Cod. | Squadra                      |
| ------- | ---- | ---------------------------- |
| 131-138 | BSE  | Bretagne-Séché Environnement |
| 141-148 | CCC  | CCC Sprandi Polkowice        |
| 153-158 | COF  | Cofidis, Solutions Crédits   |
| 161-168 | CLT  | Cult Energy Pro Cycling      |
| 171-178 | MTN  | MTN-Qhubeka                  |
| 181-188 | ROP  | Team Roompot                 |
| 191-198 | STH  | Southeast Pro Cycling Team   |
| 201-208 | EUC  | Team Europcar                |
| 211-218 | TNN  | Team Novo Nordisk            |
| 221-228 | TSV  | Topsport Vlaanderen-Baloise  |
| 231-238 | UHC  | UnitedHealthcare             |
| 241-248 | WGG  | Wanty-Groupe Gobert          |

## Ordine d'arrivo (Top 10)
| Pos. | Corridore          | Squadra       | Tempo    |
| ---- | ------------------ | ------------- | -------- |
| 1    | Ben Hermans        | BMC           | 4h45'14" |
| 2    | Michael Matthews   | Orica-GreenE. | a 2"     |
| 3    | Philippe Gilbert   | BMC           | s.t.     |
| 4    | Tony Gallopin      | Lotto-Soudal  | s.t.     |
| 5    | Davide Rebellin    | CCC Sprandi   | s.t.     |
| 6    | Nathan Haas        | Cannondale    | s.t.     |
| 7    | Fabio Felline      | Trek Factory  | s.t.     |
| 8    | Maurits Lammertink | Roompot       | s.t.     |
| 9    | Maciej Paterski    | CCC Sprandi   | s.t.     |
| 10   | Dries Devenyns     | IAM           | s.t.     |